# Elezione del Presidente della Commissione di Difesa Nazionale del Comitato Popolare Centrale in Corea del Nord del 1990
L'elezione della Commissione di Difesa Nazionale del Comitato Popolare Centrale della Repubblica Popolare Democratica di Corea del 1990 avvenne il 24 maggio ad opera della IX Assemblea Popolare Suprema. Kim Il-sung fu rieletto per la quinta volta Presidente, mentre suo figlio Kim Jong-il sostituì O Jin-u con la nuova carica di "Primo Vicepresidente".
Il 9 aprile 1992, la Commissione di Difesa Nazionale del Comitato Popolare Centrale della Repubblica Popolare Democratica di Corea cambiò nome in Commissione di Difesa Nazionale della Repubblica Popolare Democratica di Corea.